# Тарковские
Тарко́вские — княжеский род Российской империи; кумыкская феодальная монархическая династия; старшая ветвь Дома Шамхалов, правившего на Прикаспийской равнине, Северо-Восточном и Центральном Кавказе с XIV по XIX век; основатели и правящая династия Тарковского Шамхальства — крупнейшего средневекового государства к западу от Каспийского моря со времен распада Хазарского каганата и Золотой Орды, вошедшего в XIX веке в состав Российской империи. Представители династии, возводившие свою родословную к дяде пророка Мухаммеда, более 1100 лет (с 733 по 1860 год) носили титул валиев (правителей) Дагестана. Исторические связи Тарковских с российским государством насчитывают почти 500 лет: в 1555 году впервые упоминаются в качестве суверенных монархов в древнерусских летописных сводах и посольских грамотах царя Ивана IV Грозного; в 1615 году принимают подданство Русского царства, получив жалованную грамоту от Михаила Федоровича — первого царя из династии Романовых; в 1849 году принимают от императора Николая I княжеский титул Российской империи.

## Происхождение рода
В исторических источниках представлено несколько версий происхождения родоначальной династии (см. статью Шамхал). Фамилия Тарковских, являвшихся старшей ветвью Дома Шамхалов, происходит от названия древнего города Тарки, являвшегося столицей их государства — Тарковского шамхальства. Город Тарки был основан на месте более древнего поселения — города Семендера, являвшегося первой столицей Хазарского каганата, разрушенной в 969 году в результате боевого похода Святослава Игоревича — великого князя Киевского и Новгородского, внука Рюрика. 

Границы Тарковского Шамхальства, включая вассальные территории, по данным Иоганна Густава Гербера. Источник: И. Г. Гербер «Описание стран и народов между Астраханью и рекою Курою находящихся. 1728 год» —, Наука, 1979.

В зените своего развития (XVI век) границы феодальных владений Тарковских, включая вассальные территории, охватывали Прикаспийскую равнину и Северо-Восточный Кавказ, граничив с Русским царством на севере, Империей Сефевидов и Османской империей на юге, Кабардой на западе и Каспийским морем на востоке. Через Тарковское Шамхальство проходил один из маршрутов Великого шёлкового пути.
Согласно свидетельствам этнографа и географа Иоганна Густава Гербера владения Шамхалов Тарковских на севере простирались за рекой Терек до Кумы и граничили с Астраханским ханством, на западе владения простирались до Кабарды, на юге «до самой почти Шемахи». Сходные сведения излагает Якоб Райнеггс (1734—1793) — путешественник, дипломат, один из приближённых светлейшего князя Г. А. Потёмкина.

В XVII веке управляющий Голландской Ост-Индской компании Николаас Витсен писал:

«Город Тарки лежит в ущелье, так, что дома стоят один над другим. Живет там около 8000 человек. Шамхал имеет у себя в Тарки около 500 человек телохранителей. Замок в Тарки очень большой. У входа в этот замок, снаружи поставлены пушки для защиты. Охраняют его несколько сот пеших и конных солдат, вооруженных мушкетами, ружьями и луками».
После смерти сына Будая I Чопана I Великолепного, ставшего последним в истории правителем единого государства, его сыновья стали оспаривать права на наследство, включая права на феодальные владения. Исследователь начала XX века А.А. Каяев так характеризовал рассматриваемый исторический период:

«Борьба за власть между сыновьями Чопан-Шамхала продолжалась около 30 лет. В ней погибло очень много людей».

По итогам длительного и кровавого военно-политического противостояния наследники Чопана I разделили между собой государство и стали независимо править своими феодальными уделами, крупнейшими из которых были урезанное в территории Шамхальство Тарковское, Эндиреевское княжество и Казикумухское ханство. Этнограф XIX века Д. Шихалиев указывает:

«Чопан-шамхал умер в Буйнаке в 1574 году, его сыновья разделили между собой всё государство и управляли своими уделами независимо друг от друга, но общий правитель их Шамхал, избирался поочередно из этих домов…».

## Принятие подданства Русского царства
В середине XVI века на верность Москве присягают правители соседних с Тарковским Шамхальством феодальных государств (Кабарды и Ногайской Орды), впоследствии ставшие родоначальниками русских княжеских родов — Юсуповых, Урусовых, Черкасских.

В указанный период Тарковские также обращаются с прошением о принятии под покровительство Москвы. Начиная с 1555 года представители династии устанавливают дипломатические отношения с Русским царством и упоминаются в посольских грамотах царя Ивана IV Грозного. В частности, известно об обмене послами и дарами между Будаем I Тарковским и царем Иваном IV Грозным. В описи дипломатических документов Посольского приказа содержатся грамоты следующего содержания:
«Въ 1555 году прислали къ царю Ивану IV своих послов Шевкальский царь и Тюменский князь, дань же на себя кладут и на службы на государевы ходит хотятъ с государевыми воеводы вместе».
В 1556 году посольство, направленное Будаем в Москву, преподнесло царю Ивану IV, в числе богатых подарков, живого слона:
«Приезд к Царю и Великому князю Московскому Иоанну Васильевичу от князя Шевкала Тарковского посла Секит-Имилдеша, как привели ко государю слона».
Однако давний конфликт шамхальского дома с тестем царя Ивана IV Грозного, верховным князем-валием Кабарды Темрюком, а также с союзным Москве кахетинским царем Александром II не позволяет данным планам реализоваться в период правления династии Рюриковичей. Лишь в 1615 году, после серии военных конфликтов и событий Смутного времени, Тарковские получают жалованную грамоту о принятии в российское подданство из рук Михаила Федоровича — первого царя из династии Романовых.
В 1732 году по Гянджинскому договору императрица Анна Иоанновна возвратила Надир-шаху все завоевания Петра I за Кавказом, и Надир-шах восстановил Шамхальство Тарковское и титул шамхала в лице потомства Хасбулата Тарковского, с титулами: шамхала Тарковского, владетеля Буйнакского и вали Дагестанского. Его двоюродный брат, шамхал Муртуз-Али II, вступил в русское подданство при Екатерине II Великой в 1786 году. Шамхал Мехти II Тарковский имел чин российского генерал-лейтенанта. Его сын, шамхал Сулейман-паша Тарковский — чин российского тайного советника.
Во второй половине XIX века родовые владения потомков Сурхая II Тарковского (старшего сына Чопана I), составлявшие территорию Шамхальства Тарковского, вошли в состав Дагестанской области Российской империи. Родовые владения потомков Султан-Мута Эндиреевского (младшего сына Чопана I), занимавшие территорию Кумыкской плоскости (Северной Кумыкии), вошли в состав Терской области Российской империи.

## Принятие княжеского титула Российской империи
В 1849 году внук Мехти II Тарковского и сын Сулеймана-паши Тарковского Абу-Муслим-Хан Тарковский, в дополнение к своему монархическому титулу Шамхала, был возведён в княжеское достоинство Российской Империи. В Высочайшем указе императора Николая I от 21 декабря 1849 года сказано: 

«Государь возводит в княжеское достоинство генерал-лейтенанта своей службы, Шамхала Абу-Муслим-Хана с тем, чтобы он именовался князем Тарковским и чтобы достоинство и титул переходили наследственно к старшему из потомков пожалованного, в мужском поле по прямой линии и по праву первородства».

20 августа 1853 года был утверждён родовой герб князей Тарковских. Герб внесён в Часть 12 Общего гербовника дворянских родов Российской империи (Том XII. Лист 9). Описание герба:
«Щит пересечён волнообразно. В первой чёрной половине, усеянной золотыми звёздочками, серебряная гора о двух вершинах, вторая половина лазоревая. Щит увенчан княжеским коронованным шлемом. Нашлемник: два чёрных орлиных крыла, усеянных золотыми звёздочками. Щитодержатели два вооруженных жителя Шамхальского владения. Намет: чёрный с золотом. Герб украшен червлёной, подбитой горностаем мантией с золотыми кистями, бахромой и увенчан княжеской короной».

## Последние титулованные представители рода

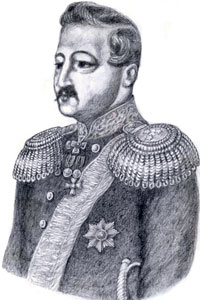
Шамхал Абу-Муслим-Хан Тарковский. Рисунок князя Г. Г. Гагарина

До конца XVIII века Шамхальство Тарковское было пусть и вассальным по отношению к Российской империи, но независимым государством. В период правления Абу-Муслим-Хана Тарковского оно вошло в её состав на правах автономного феодального образования (часть налогов и податей продолжали поступать в доход дома Шамхалов, а не в имперский доход).
Вместе с тем, государственный аппарат Российской империи учитывал и умело использовал древние традиции власти дома Шамхалов:

«В 1786 году почти все кумыкские феодальные владения вступили в подданство Российской империи. Несмотря на то, что в XVIII веке уже не работали прежние механизмы лавирования между конкурирующими державами, ввиду подавляющего превосходства Российской империи над Персией и Турцией, сохраняются, однако сформировавшиеся в предыдущую эпоху система символов и коллективная память, позволившие представителям княжеского дома Тарковских сохранить и даже на некоторое время укрепить в своих руках основную ценность в политической сфере — власть. При этом воздействие сформулированной Шамхалами идеологии было настолько действенным, что даже такой последовательный приверженец теократической идеологии, как имам Шамиль, принимавший участие в физическом уничтожении традиционных аристократических элит Нагорного Дагестана, никогда не покушался на сам институт Шамхальской власти, стремясь лишь посадить на Тарковский престол своего ставленника».

 Шамхал Абу-Муслим-Хан Тарковский являлся одним из основных союзников России в Кавказской войне. Восставшие горцы прибегали к разбою на его землях, хотя и в меньшей мере, чем на землях других феодалов. Он принимал личное участие в боевых действиях против Шамиля, жестоко наказывая своих подданных за сотрудничество с повстанцами. Вместе с князем Абумуслимом Каплановым участвовал в осаде и штурме Ахульго. Художники Г. Г. Гагарин, Т. Горшельд и Ф. А. Рубо в своих работах оставили многочисленные свидетельства событий той войны.
Главной причиной конфликта Шамхалов с Шамилем была теократическая природа политической системы Северо-Кавказского имамата. Заложенные в ней принципы справедливости и эгалитаризма делали действия повстанцев привлекательными для местного населения. Данное обстоятельство входило в объективное противоречие с классовыми интересами древней родовой аристократии, с её многовековыми феодальными привилегиями. В частности, Шамилю принадлежат следующие слова, содержащие оценку ситуации того времени:

«У меня в Имамате был шариат, мирные горцы судились по адату, а у Шамхальцев, Аварцев и Казикумухцев не было ни того, ни другого: законом их были ханская воля, ханский каприз».

Участник Кавказской войны полковник А. И. Руновский, служивший приставом при военнопленном Шамиле (1859—1862), отмечает:
«Горцы не питают к инородным правителям того раболепного ужаса, какой питают к правителям единоплеменным. Причин тут много: родственные связи, знание обычаев, знание слабых сторон своих соотечественников и умение всем этим пользоваться к собственному благополучию и к совершенному угнетению народа. Инородец же не может располагать ни одним из этих пособий, и потому, если будет он хорош, его будут терпеть, но лишь только обнаружатся в нем непотребные стремления, его подвластные не станут откладывать дела в долгий ящик и если не покончат с ним кинжалом, то непременно заявят о его злоупотреблениях высшему начальству, чего ни как не сделают они в отношении своего единоплеменника, из боязни навлечь на себя его гнев».

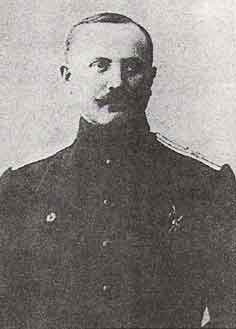
Князь Нух-Бек Тарковский — военный диктатор Дагестана в период Гражданской войны в России

Благодаря своему положению, богатству и заслугам перед престолом Абу-Муслим-Хан Тарковский был интегрирован в имперскую элиту. В круг его друзей входили А. А. Бестужев-Марлинский, князь А. И. Барятинский, граф П. Х. Граббе. В качестве почётного гостя он присутствовал на коронации императора Александра II. За свою службу Абу-Муслим-Хан Тарковский был удостоен звания генерал-лейтенанта Российской императорской армии, а затем звания генерал-адъютанта Свиты Его Императорского Величества. За всю историю Российской империи кроме него данного звания были удостоены лишь двое подданных царя из числа мусульман — Гусейн-Хан Нахичеванский (генерал от кавалерии, военачальник, командовавший элитными кавалерийскими частями Российской императорской армии) и Сеид Алим-хан (последний в истории эмир Бухарского эмирата).
Последним представителем ветви Тарковских, носившим помимо княжеского титула Российской империи также и монархический титул Шамхала, был Шамсутдин-Хан Тарковский (1818—1874) — генерал-майор кавалерии, флигель-адъютант его Императорского Величества с 1868 года. 1 августа 1867 года он добровольно отрёкся от прав на свои владения с сохранением титула за собой. Проводил политику сближения с Россией и был одним из преданных её союзников.
Последним представителем ветви Тарковских, носившим титул князя Тарковского был князь Нух-Бек Тарковский (1878—1951) — военный деятель Российской империи, участник Первой Мировой войны, георгиевский кавалер, участник Гражданской войны в России, окончивший свои дни в эмиграции в Швейцарии.
Нетитулованные представители рода: Тарковский, Джамалутдин Далгатович (1849—1906) — помещик-землевладелец, общественно-политический деятель Дагестана в конце XIX-го и в начале XX веков.

## Генетический паспорт Тарковских
В рамках Карачаево-Балкарского ДНК-проекта были протестированы два представителя младших ветвей династии Тарковских (А. Велибекова и М. Тарковского). У обоих определена Y-гаплогруппа J—M267.
ДНК Велибекова (потомок чанки Уллубиева из с. Капчугай) в 2018 году были исследованы более глубоко (исследование ДНК М. Тарковского, ввиду скоропостижной смерти последнего, не было произведено). Было выяснено, что Велибеков относится к J-ZS2872. Согласно утверждению администратора дагестанского ДНК-проекта Пахрутдина Арсанова «приближенцев» Велибекова в Дагестане пока выявлено не было и он относится к самостоятельной ветке J1.
Кумыки являются частью Древнего тюркского субэтноса, также к этому субэтносу причисляют и Татар, Аваров, Савиров, Чувашей, Уйгуров (являются Татарами Восточного Туркестана).